# Organización territorial de Lituania
Lituania está dividida en diez provincias, estas a su vez se dividen en sesenta municipios con estatus diferentes, cuarenta y tres son municipios-distritos, ocho son ciudades-municipios y nueve son llamados municipios por no poder entrar en ninguna de las otras dos categorías.
| #  | Provincia              | Capital         | Área en km² (puesto) | Población en 2001 (puesto) | Habitantes por km² (puesto) | Municipios (tipo)¹ |
| -- | ---------------------- | --------------- | -------------------- | -------------------------- | --------------------------- | --- |
| 1  | Alytaus apskritis      | Alytus          | 5.425 (6)            | 188.000 (7)                | 34,7 (8)                    | - Alytus (CM) - Alytus (DM) - Druskininkai (M) - Lazdijai (DM) - Varėna (DM)                                                  |
| 2  | Kauno apskritis        | Kaunas          | 8.060 (3)            | 702.100 (2)                | 87,1 (2)                    | - Birštonas (M) - Jonava (DM) - Kaišiadorys (DM) - Kaunas (CM) - Kaunas (DM) - Kėdainiai (DM) - Prienai (DM) - Raseiniai (DM) |
| 3  | Klaipėdos apskritis    | Klaipėda        | 5.209 (7)            | 386.100 (3)                | 74,1 (3)                    | - Klaipėda (CM) - Klaipėda (DM) - Kretinga (DM) - Neringa (M) - Palanga (CM) - Skuodas (DM) - Šilutė (DM)                     |
| 4  | Marijampolės apskritis | Marijampolė     | 4.463 (8)            | 188.800 (6)                | 42,3 (5)                    | - Kalvarija (M) - Kazlų Rūda (M) - Marijampolė (M) - Šakiai (DM) - Vilkaviškis (DM)                                           |
| 5  | Panevėžio apskritis    | Panevėžys       | 7.881 (4)            | 300.300 (5)                | 38,1 (7)                    | - Biržai (DM) - Kupiškis (DM) - Panevėžys (CM) - Panevėžys (DM) - Pasvalys (DM) - Rokiškis (DM)                               |
| 6  | Šiaulių apskritis      | Šiauliai        | 8.540 (2)            | 370.400 (4)                | 43,4 (4)                    | - Akmenė (DM) - Joniškis (DM) - Kelmė (DM) - Pakruojis (DM) - Radviliškis (DM) - Šiauliai (CM) - Šiauliai (DM)                |
| 7  | Tauragės apskritis     | Tauragė         | 4.411 (9)            | 134.300 (10)               | 30,4 (9)                    | - Jurbarkas (DM) - Pagėgiai (M) - Šilalė (DM) - Tauragė (DM)                                                                  |
| 8  | Telšių apskritis       | Telšiai         | 4.350 (10)           | 180.000 (9)                | 41,4 (6)                    | - Mažeikiai (DM) - Plungė (DM) - Rietavas (M) - Telšiai (DM)                                                                  |
| 9  | Utenos apskritis       | Utena           | 7.201 (5)            | 186.400 (8)                | 25,9 (10)                   | - Anykščiai (DM) - Ignalina (DM) - Molėtai (DM) - Utena (DM) - Visaginas (CM) - Zarasai (DM)                                  |
| 10 | Vilniaus apskritis     | Vilna (Vilnius) | 9.760 (1)            | 850.700 (1)                | 87,2 (1)                    | - Elektrėnai (M) - Šalčininkai (DM) - Širvintos (DM) - Švenčionys (DM) - Trakai (DM) - Ukmergė (DM) - Vilna (CM) - Vilna (DM) |

¹(CM) Ciudad-municipio, (DM) Distrito-municipio, (M) Municipio